# Dihydropyran
Dihydropyran (nach IUPAC-Nomenklatur: 3,4-Dihydro-2H-pyran, abgekürzt als DHP bezeichnet) ist eine organisch-chemische Verbindung aus der Stoffgruppe der Sauerstoffheterocyclen bzw. Enolether.

## Gewinnung und Darstellung
Die technische Herstellung von Dihydropyran erfolgt durch die Dehydratisierung von Tetrahydrofurfurylalkohol bei Temperaturen von 300–350 °C unter Normaldruck über einem heterogenen Aluminiumoxid-Katalysator in Rohrreaktoren.
Bei dieser Reaktion handelt es sich genauer um eine Dehydratisierung mit anschließender Ringerweiterung.

## Eigenschaften

### Physikalische Eigenschaften
Chemisch gesehen ist es ein Enolether, das heißt, dass der Ethersauerstoff unmittelbar an eine Kohlenstoff-Kohlenstoff-Doppelbindung gebunden ist. Enolether sind aufgrund der +M-Effekts des Sauerstoffs elektronenreiche, ungesättigte Verbindungen, die leicht mit Elektrophilen, zum Beispiel Protonen (H+), reagieren können.

### Chemische Eigenschaften
Bei organischen Synthesen wird die 2-Tetrahydropyranylgruppe als Schutzgruppe für Alkohole und Thiole benutzt. Die Reaktion eines Alkohols mit Dihydropyran führt zur Bildung eines basenstabilen Tetrahydropyranylethers bzw. eines cyclischen Acetals, wodurch der Alkohol vor einer Vielzahl von unerwünschten Nebenreaktionen geschützt ist. Der Alkohol kann anschließend leicht durch saure Hydrolyse wieder freigesetzt werden. Als Nebenprodukt entsteht 5-Hydroxypentanal.

### Sicherheitstechnische Kenngrößen
Die Verbindung bildet leicht entzündliche Dampf-Luft-Gemische. Der Flammpunkt beträgt −9 °C. Der Explosionsbereich liegt zwischen 1,1 Volumenprozent als untere Explosionsgrenze (UEG) und 13,8 Volumenprozent als obere Explosionsgrenze (OEG). Mit einer Mindestzündenergie von 0,36 mJ sind Dampf-Luft-Gemische extrem zündfähig. Die Zündtemperatur beträgt 240 °C. Der Stoff fällt somit in die Temperaturklasse T3.

## Verwendung
Dihydropyran ist ein Zwischenprodukt für die Herstellung von Pflanzenschutzmitteln und Pharmazeutika. Es dient weiterhin der Bildung einer Schutzgruppe für verschiedene funktionelle Gruppen (z. B. Alkohole, Thiole, Amine und Amide) bei organischen Synthesen.

## Sicherheitshinweise
Dihydropyran ist leichtentzündlich, leicht flüchtig und bildet mit Luft bei Lichteinwirkung explosive Peroxide.